# Grzegorz Szuladziński
Grzegorz Szuladziński (ur. 1940) – polski ekspert i autor książek oraz artykułów naukowych z zakresu inżynierii, pracujący w Australii. Zajmuje się dynamiką konstrukcji, procesami rozpadu, odkształceń i wibracji w inżynierii lądowej, transporcie i technice wojskowej. Jest specjalistą w dziedzinie skutków wybuchów i działania materiałów wybuchowych.

## Życiorys
W 1965 roku ukończył studia na Wydziale Mechanicznym Energetyki i Lotnictwa Politechniki Warszawskiej, specjalizując się w inżynierii mechanicznej. Po studiach wyjechał do Stanów Zjednoczonych, gdzie w 1973 roku uzyskał stopień naukowy doktora w zakresie mechaniki struktur na University of Southern California. W okresie pracy w Stanach Zjednoczonych zajmował się m.in. problemami bezpieczeństwa elektrowni jądrowych i był współautorem raportu na temat konstrukcji kadłubów sterowców przygotowanego dla Naval Air Development Center w Warminster w ramach projektów badawczych Marynarki Wojennej Stanów Zjednoczonych.
Od 1981 roku mieszka i kontynuuje pracę inżynierską w Australii, kierując firmą konsultingową Analytical Service Pty Ltd w Northbridge koło Sydney, składającą się z zespołu specjalistów w zakresie inżynierii mechanicznej i dynamiki strukturalnej. Analytical Service Pty Ltd zajmuje się m.in. mechaniką rozpadu konstrukcji, często z udziałem materiałów wybuchowych, prowadzi analizy zjawisk szybkozmiennych metodą elementów skończonych (eksplozje, zderzenia, katastrofy budowlane, działanie fal uderzeniowych itp.).
Grzegorz Szuladziński wchodzi w skład grupy ekspertów zaangażowanych w prace badawcze związane z bezpieczeństwem narodowym Australii (Research Network for a Secure Australia, RNSA). Jest członkiem doradczego komitetu naukowego międzynarodowej konferencji poświęconej projektowaniu i analizie struktur ochronnych organizowanej przez Uniwersytet Technologiczny Nanyang i Defence Science and Technology Agency w Singapurze (International Conference on Design and Analysis of Protective Structures, DAPS) oraz członkiem komitetu doradczego międzynarodowej konferencji poświęconej wpływowi obciążeń wywołanych udarami i zderzeniami na struktury organizowanej przez uczelnie wyższe krajów Azji i Pacyfiku, m.in. University of Adelaide w Australii i Uniwersytet Kiusiu w Japonii (International Conference on Shock and Impact Loads on Structures).
Obok Wiesława Biniendy i Kazimierza Nowaczyka podjął współpracę jako niezależny ekspert z Zespołem parlamentarnym ds. zbadania przyczyn katastrofy Tu-154M z 10 kwietnia 2010 roku działającym przy Sejmie Rzeczypospolitej Polskiej. 28 marca 2012 roku w Parlamencie Europejskim w Brukseli brał udział w publicznym wysłuchaniu w sprawie śledztwa smoleńskiego, prezentując wyniki swoich badań przyczyn katastrofy.
16 maja 2012 roku portal Niezalezna.pl opublikował pełny tekst jego raportu, zatytułowanego Niektóre aspekty techniczno-konstrukcyjne smoleńskiej katastrofy, w którym przedstawiono hipotezę, że bezpośrednią przyczyną katastrofy były dwa wybuchy, do których doszło w ostatniej fazie lotu maszyny, pierwszy w rejonie lewego skrzydła samolotu, a drugi wewnątrz kadłuba, o czym ma świadczyć m.in. duża liczba odłamków znajdujących się na miejscu katastrofy.
W lutym 2013 tygodnik „Gazeta Polska” przyznał mu tytuł „Człowieka Roku 2013” (wspólnie z nim wyróżnienie otrzymali inni naukowcy badający przyczyny katastrofy smoleńskiej: Wacław Berczyński, Wiesław Binienda i Kazimierz Nowaczyk). Wraz z trzema innymi naukowcami badającymi przyczyny katastrofy smoleńskiej Grzegorz Szuladziński jest bohaterem filmu dokumentalnego pt. Polacy autorstwa Marii Dłużewskiej z 2013.
W 2016 został członkiem Podkomisji ds. Ponownego Zbadania Wypadku Lotniczego pod Smoleńskiem, powołanej przy Komisji Badania Wypadków Lotniczych Lotnictwa Państwowego przez ministra obrony narodowej Antoniego Macierewicza.

## Publikacje książkowe
- Stability of Spatial Systems Composed of Slender Bars, Los Angeles, University of Southern California, 1973.
- Dynamics of Structures and Machinery: Problems and Solutions, New York, John Wiley & Sons, 1982. ISBN 0-471-09027-1.
- Formulas for Mechanical and Structural Shock and Impact, Boca Raton, CRC Press, 2009. ISBN 978-1-4200-6556-5.

## Członkostwo w organizacjach
Grzegorz Szuladziński jest członkiem następujących organizacji i stowarzyszeń:
- Institution of Engineers Australia (w tym Structural and Mechanical College), Fellow[3]
- American Society of Mechanical Engineers (ASME)
- American Society of Civil Engineers (ASCE)[7]
- Research Network for a Secure Australia (RNSA)[10]